# Strahlhorn
El Strahlhorn  és una muntanya de 4.190 metres que es troba a la regió del Valais a Suïssa. És el 35è cim més alt dels Alps, segons la llista de la UIAA.